# Adelaide Ames

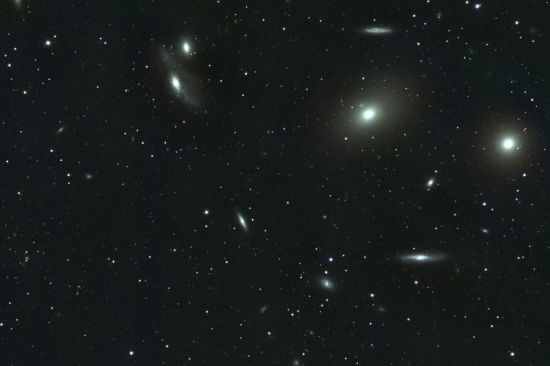
De Virgo-cluster van sterrenstelsels komt voor in de Shapley-Ames-catalogus van 1932. Het heldere elliptische stelsel Messier 86 staat schuin rechts boven het midden.

Adelaide Ames (3 juni 1900 - 26 juni 1932) was een Amerikaanse astronoom en onderzoeksassistent aan Harvard University. Als co-auteur van A Survey of the External Galaxies Brighter Than the Thirteenth Magnitude, later bekend als de Shapley-Ames-catalogus, droeg ze bij aan het onderzoek naar sterrenstelsels.
Ames was lid van de American Astronomical Society en een tijdgenoot van Cecilia Payne-Gaposchkin, haar beste vriendin op de sterrenwacht.
Ames stierf bij een bootongeluk in 1932, hetzelfde jaar dat de Shapley-Ames-catalogus werd gepubliceerd. Ze werd begraven op Arlington National Cemetery.

## Biografie
Ames studeerde tot 1922 aan het Vassar College en zette haar studies voort aan het Radcliffe College, waar kort tevoren een afstudeer- en promotieprogramma voor sterrenkunde was opgezet. In 1924 studeerde ze als de eerste vrouw met een Master of Arts in sterrenkunde af aan Radcliffe. Oorspronkelijk was ze van plan journalist te worden, maar ze vond geen werk in de omgeving en accepteerde in plaats daarvan een baan als onderzoeksassistent bij het Harvard College Observatory (HCO), een functie die ze tot haar dood bekleedde. De focus van haar werk was het catalogiseren van sterrenstelsels in de sterrenbeelden Coma en Virgo. In 1931 bevatte de voltooide catalogus bijna 2800 objecten. Dankzij dit werk werd ze lid van de IAU Commission 28 on Nebulae and Star Clusters.
Op 26 juni 1932 kapseisde de kano van Ames en een vriend op Squam Lake tijdens haar vakantie daar. Er werd aangenomen dat ze verdronken was en haar lichaam werd op 5 juli 1932 gevonden na een zoektocht van tien dagen. Ze stierf op 32-jarige leeftijd.

## Onderzoek aan Harvard
In 1921 werd Harlow Shapley directeur van Harvard College Observatory en kort daarna stelde hij Ames aan als assistent. Ames was Shapley's eerste afgestudeerde student. Na haar afstuderen begeleidde Ames haar eigen studenten. Haar vroege werk op Harvard was vooral gericht op de identificatie van NGC/IC-objecten. In 1926 publiceerden zij met Shapley verschillende wetenschappelijke artikelen over de vormen, kleuren en diameters van 103 NGC-sterrenstelsels. In 1930 publiceerde ze A catalog of 2778 nebulae including the Coma-Virgo group, die 214 NGC- en 342 IC-objecten identificeerde in de omgeving van de Virgo-cluster.

### Shapley-Ames-catalogus
In dienst van het Harvard College Observatory werkte ze samen met Harlow Shapley aan de Shapley-Ames-catalogus, een lijst van sterrenstelsels met een magnitude van minstens 13. Hun waarnemingen van ongeveer 1250 sterrenstelsels toonden clustering bij de noordpool van de Melkweg aan die afweek van die bij de zuidpool. Deze resultaten waren belangrijk omdat hun ontdekking van een "algemene ongelijkmatige verdeling" van sterrenstelsels in strijd was met de aanname van isotropie, vooral de vondst van de Virgocluster.

## Familie
De vader van Adelaide Ames was Thales Lucius Ames, kolonel in het Amerikaanse leger.